# Florestas Costeiras de Pernambuco
As Florestas Costeiras de Pernambuco constituem uma ecorregião definida pelo WWF no domínio da Mata Atlântica brasileira. É um importante centro de endemismo na América do Sul e também uma das ecorregiões mais desmatadas do mundo.

## Caracterização

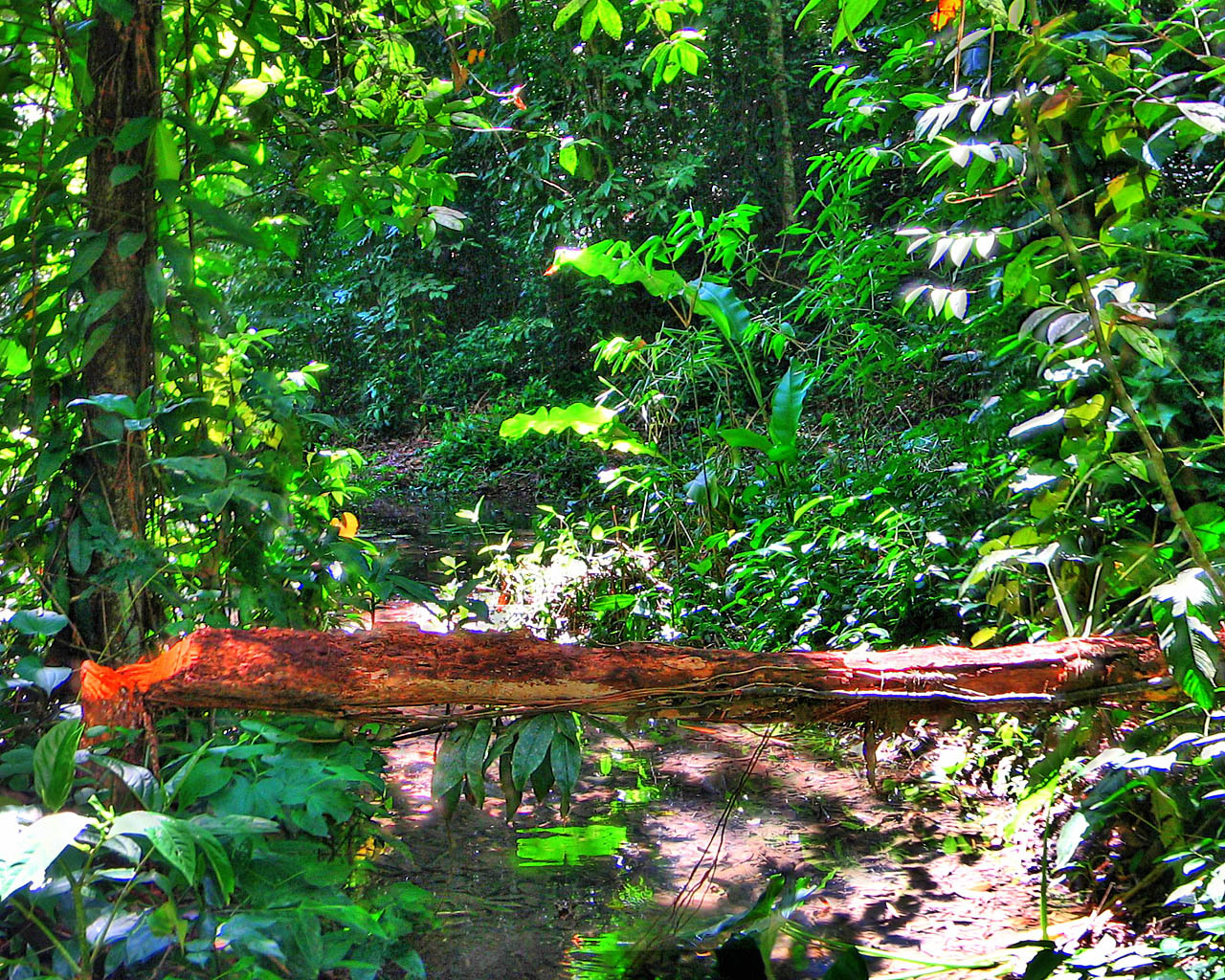
Vegetação típica da mata atlântica em Camaragibe, Pernambuco.

Localizada em uma faixa de cerca de 80 km ao longo do litoral do Nordeste Brasileiro, como uma precipitação anual de até 2000mm anuais. Existe um período mais seco, que vai de outubro a janeiro. A fitofisionomia encontrada vai desde a floresta ombrófila densa de terras baixas, com árvores altas de até 35 m de altura, até à floresta ombrófila aberta, que pode apresentar árvores altas que ultrapassam os 20 m, mas predominando uma formação vegetal com árvores entre 15 e 20 m.

## Biodiversidade

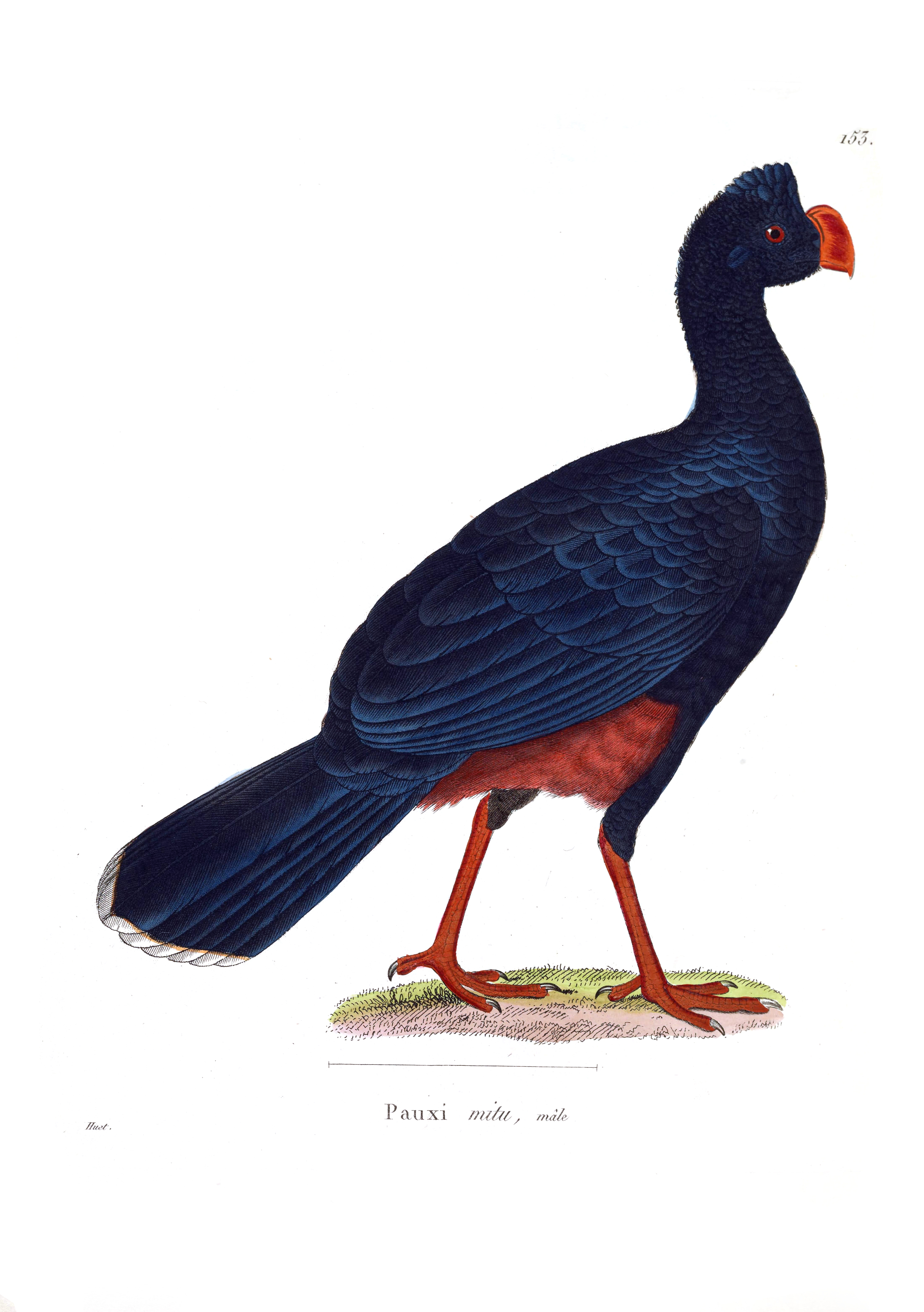
O mutum-do-nordeste é uma espécie de ave considerada extinta que habitava as florestas de Alagoas.

É um dos mais distintos centros de endemismo na América do Sul, como demonstrado por inúmeros trabalhos realizados com plantas, aves e borboletas. Recentemente, foi até "redescoberta" uma espécie de primata, o macaco-prego-dourado, endêmico da região nordeste do Brasil. Outras espécies ainda são consideradas extintas na natureza, como o mutum-do-nordeste, que habitava as florestas do litoral de Alagoas.

## Conservação
As florestas de Pernambuco possuem uma longa história de desmatamento. O primeiro ciclo de desmatamento veio com a extração do pau-brasil, no início da colonização européia. A partir daí, até os dias de hoje, o cultivo da cana-de-açúcar tem sido responsável pelo desmatamento na região. De fato, os remanescentes de florestas são em sua maioria menores que 10 km², cercados por plantações de cana-de-açúcar. Há apenas 87 km² em unidades de conservação, que representa uma porcentagem muito baixa para a manutenção da biodiversidade e de processos ecológicos chave.